# Palazzo Gradenigo a San Simeone Profeta

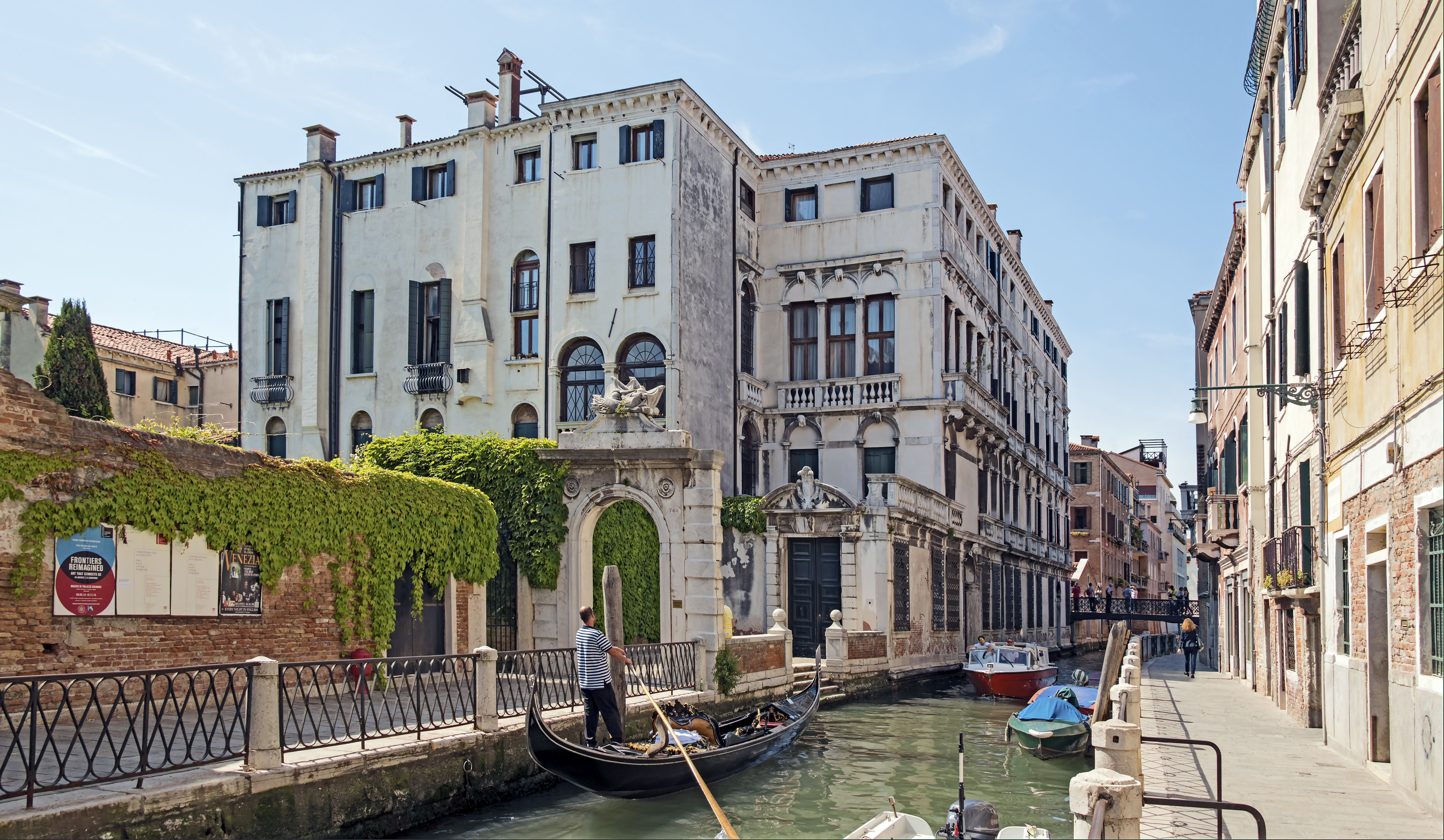
Palazzo Gradenigo a San Simeone Profeta

Palazzo Gradenigo a San Simeone Profeta ist ein Palast in Venedig in der italienischen Region Venetien. Er liegt im Sestiere Santa Croce mit Blick auf den Rio Marin neben dem Palazzo Soranzo Cappello und gegenüber der Kirche San Simeone Profeta.

## Geschichte
Das Gebäude entwarf der Architekt Domenico Margutti, ein Schüler von Baldassare Longhena, Ende des 17. Jahrhunderts als großartiges Wohnhaus der Familie Gradenigo, eine der bekanntesten Patrizierfamilien Venedigs. Über die Jahrhunderte seiner besten Zeit sah der Palast grandiose Feste, die in die Gärten der Gradenigos stattfanden.
Anfang des 20. Jahrhunderts waren die genannten Gärten Inspiration für einige Handlungsorte des Romans Das Feuer von Gabriele D’Annunzio.
Heute befindet sich der Palast nach einer Restaurierung im Jahre 1999 in gutem Zustand und gehört nur noch zum Teil der Familie Gradenigo.

## Beschreibung
Die Fassade hat drei Vollgeschosse und ein Zwischengeschoss unter dem Dach mit kleinen, quadratischen Fenstern. Im Erdgeschoss sind zwei Portale zum Wasser.
Die beiden Hauptgeschosse sind asymmetrisch; das erste Obergeschoss hat zehn Einzelfenster mit Balustern, das zweite breitere Fenster mit Rundbögen mit Maskarons darüber. Unter den Fenstern des zweiten Obergeschosses sticht, ganz auf der linken Seite, ein Vierfachfenster heraus, dem an der Gartenfassade ein Dreifachfenster entspricht.
Gerade der Garten machte den Palast besonders begehrenswert. Bis zum Anfang des 20. Jahrhunderts war er einer der größten Schätze der Gradenigos, war einer der opulentesten der Lagunenstadt und riesengroß. Allerdings blieb davon sehr wenig erhalten, nachdem in der Umgebung andere Gebäude errichtet wurden.
Im Inneren wurde ein großer Teil der originalen bildlichen Ausschmückung umgestaltet. Es blieben Stuckarbeiten aus dem 17. Jahrhundert und einige Fresken erhalten, die Jacopo Guarana zugeschrieben werden.